# Partido do Despertar Nacional
O Partido do Despertar Nacional (Em indonésio: Partai Kebangkitan Bangsa) (PKB) é um partido político moderado da Indonésia. O partido foi fundado em Jacarta em 23 de julho de 1998 (29 Rabi'ul Awal 1419 Hijriah), que foi declarado por Nahdlatul Ulama kiai, e também Munasir Ali, Ilyas Ruhiat, Abdurrahman Wahid, Mustofa Bisri, Zuhdi Fatkur e Muhith Muzadi. 